# Kalendarium historii Nowego Sącza
Kalendarium historii Nowego Sącza – uporządkowany chronologicznie, począwszy od czasów najdawniejszych aż do współczesności, wykaz dat i wydarzeń związanych z historią miasta Nowego Sącza.

## Lata 1138–1319 – okresrozbicia dzielnicowego Polski
- 1292, 8 listopada – król Wacław II nadaje przywilej lokacyjny miastu Nowy Sącz. Lokowany teren położony był na północ od wsi Kamienica, w widłach rzek Dunajec i Kamienica[1][2].

## Lata 1320–1385 – okresZjednoczonego Królestwa Polskiego
- 1350–1360 – budowa z inicjatywy Kazimierza Wielkiego murowanego zamku w miejscu dworzyszcza z czasów lokacji miasta na skarpie w obrębie fortyfikacji miejskich[1].
- 1360 – w obrębie przedmieścia Węgierskiego powstaje szpital[1].
- 1370 – w Zamku Królewskim gości Ludwik Węgierski, podążający do Krakowa, aby zostać królem Polski.
- 1384, jesień – na zamku w Nowym Sączu gości Jadwiga Andegaweńska, która to 16 października tego roku w Krakowie zostanie koronowana przez arcybiskupa gnieźnieńskiego Bodzantę na króla Polski[2][a].

## Lata 1386–1453 – okrespanowania pierwszych Jagiellonów
- 1410, kwiecień – król Władysław Jagiełło wraz z księciem Witoldem i rycerstwem polskim, na Zamku Królewskim w Nowym Sączu układają plan wystąpienia przeciw Krzyżakom[1][3].
- 1420 – Jakub z Nowego Sącza zostaje rektorem Akademii Krakowskiej[2].

## Lata 1454–1795 – okresI Rzeczypospolitej
- 1554 – miasto uzyskał prawo składu[4]
- 1611, 19 czerwca – w przeciągu niemal czterech godzin spaleniu uległo niemal całe miasto włącznie z trzema kościołami, dzwonnicami, pokryciami murów, basztami, uzbrojeniem, ratuszem i większą częścią domów. W pożarze szczególnie ucierpiała kolegiata św. Małgorzaty. Obraz Przemienienia Pańskiego z klasztoru oo. franciszkanów, gdzie początkowo się znajdował cudownie ocalał[2].
- 1654 – w kościele franciszkanów pw. Narodzenia NMP, z fundacji Konstantego Jacka Lubomirskiego powiększona została kaplica Przemienienia Pańskiego.
- 1655, 12 grudnia – oddziały chłopskie zajęły miasto, tym samym oswobadzając Nowy Sącz spod "potopu szwedzkiego"[2].
- 1768 – wybuch pożaru w Zamku Królewskim, wywołany przemarszem konfederatów barskich i ich nieostrożnością, który zniszczył zamek.
- 1770 – Nowy Sącz zostaje włączony do Monarchii Habsburgów[2].

## Lata 1795–1917 – okresrozbiorów Polski
- 1849, – otwarcie przez Romana Pisza pierwszej w mieście drukarni – „Zakład Graficzny”.
- 1876, 18 sierpnia – otwarcie linii kolei żelaznych, Nowy Sącz – Stróże (fragment linii Tarnów – Plavec)[2].
- 1887, 25 maja – powstanie w Nowym Sączu Towarzystwa Gimnastycznego "Sokół". Jego założycielami było grono najwybitniejszych i najbardziej światłych obywateli miasta z notariuszem, doktorem praw Lucjanem Lipińskim na czele. On też został pierwszym prezesem sądeckiej organizacji[2][5].
- 1892, 16 lipca – odbył się uroczysty akt poświęcenia kamienia węgielnego pod gmach siedziby Towarzystwa Gimnastycznego "Sokół" (odkrytego podczas remontu w 2001 roku)[5].
- 1892, 8 listopada – w 600 rocznicę nadania praw miejskich Nowemu Sączowi oddano do użytku siedzibę Towarzystwa Gimnastycznego "Sokół"[2][5].
- 1892, 3 lipca – w Nowym Sączu powstaje pierwsza polityczna organizacja chłopska w Europie, Związek Stronnictwa Chłopskiego – zwany związkiem braci Potoczków[2].
- 1894, 17 kwietnia – przed południem w dzień targowy pojawił się ogień w piekarni Hebenstreita. Pożar zniszczył całą północno-zachodniej części miasta, w tym budynek poczty, kamienice w rynku. Zniszczony został również doszczętnie Ratusz, okoliczne domy, klasztor jezuicki, gimnazjum, synagogi, młyn[2].
- 1905 – rozpoczęto budowę szpitala miejskiego[6]
- 1906 – szpital miejski rozpoczął funkcjonowanie[6].
- 1908 – oddano do użytku budynek dworca kolejowego stacji Nowy Sącz
- 1911 – rozpoczęto budowę sieci wodociągowej w mieście którą zakończono rok później[7].
- 1916, listopad – akt 5 listopada wywołuje w mieście wielki entuzjazm; 11 listopada ulicami Grodzką i Jagiellońską w kierunku rynku przechodzi wielotysięczny pochód z transparentami i pieśniami patriotycznymi[8].
- 1917, koniec sierpnia – początki działalności Polskiej Organizacji Wojskowej na terenie miasta, przygotowania do działań zbrojnych przeciw Austrii, szkolenia wojskowe młodzieży i kolejarzy. Gromadzenie broni, działalność propagandowa, pomoc polskim dezerterom[9].

## Lata 1918–1939 – okresII Rzeczypospolitej
- 1918:
  - 18 lutego – w reakcji na postanowienia traktatu brzeskiego, odbył się jednodniowy strajk powszechny połączony z protestem na rynku. Wstrzymano pracę w zakładach przemysłowych, urzędach, sklepach oraz na kolei. Kolejarze usunęli austriackie orły z budynków Starostwa i Dyrekcji Skarbowej, a także portrety cesarskie. Na dworcu kolejowym zamieniono napis „Neu Sandez” na „Nowy Sącz”[10].
  - 31 października – z Polskiej Komisji Likwidacyjnej z Krakowa nadszedł szyfrowany telegram złożony z dwóch słów: "Już czas!", tym samym bez rozlewu krwi zajęto koszary, obsadzono składy broni, amunicji, żywności, a na budynku stacji kolejowej zawieszono transparent: "Wolna, Zjednoczona, Niepodległa Polska"[11].
  - 1 listopada – miasto odzyskuje niepodległość. Dowódca austriackiego garnizonu płk Henryk Fally przekazał najstarszemu wiekiem oficerowi polskiemu swoją szablę na znak oddania władzy[11].
  - 2 listopada – w sali ratuszowej oddziały milicji złożyły uroczystą przysięgę na wierność Rzeczypospolitej Polskiej[11].

## Lata 1939–1945 – okresII wojny światowej
- 1939:
  - 1 września – lotnictwo niemieckie zbombardowało stację kolejową oraz koszary.
  - 2 września – w wyniku przeprowadzonego nalotu na stację kolejową śmierć ponieśli pierwsi mieszkańcy miasta: Jan Biel oraz Stanisław Wożniak.
  - 7 września – do miasta wkroczyły wojska niemieckie.
- 1940:
  - 14 czerwca – z więzienia w Tarnowie wyruszył pierwszy masowy transport do KL Auschwitz, wśród którego było co najmniej kilkunastu sądeczan[12].
  - 28 czerwca – w lesie pod wsią Trzetrzewina Niemcy rozstrzelali 93 osoby przywiezione z więzienia w Nowym Sączu (patrz Akcja AB, dystrykt krakowski).

- 1941:
  - Czerwiec – władze okupacyjne utworzyły getto, w którym zgromadzili ponad 20 tys. nowosądeckich Żydów. Składało się ono z dwóch części: pierwszej – w centrum miasta i drugiej w dzielnicy Piekło.
  - 21 sierpnia – Niemcy rozstrzeliwują w Biegonicach 44 zakładników, w tym Bolesława Barbackiego[13].
- 1942:
  - 29 kwietnia – władze okupacyjne rozstrzeliwują kilkuset Żydów na cmentarzu żydowskim.
  - Sierpień – likwidacja getta i deportacja całej ludności żydowskiej do obozu zagłady w Bełżcu.

## Lata 1945–1989 – okresPRL
- 1945:
  - 20 stycznia – 38 Armia pod dowództwem gen. płk. Kiryła Moskalenki wyparła z Nowego Sącza okupantów niemieckich[14].
  - 6 kwietnia – Ministerstwo Bezpieczeństwa Publicznego utworzyło Centralne Obozy Pracy dla byłych żołnierzy AK i podziemia niepodległościowego. Obóz pracy nr 143 powstał w Nowym Sączu[15].
  - 15 stycznia – o godzinie 12:50 grupa złożona z 14 samolotów IŁ-2 z 525. Pułku lotnictwa szturmowego zaatakowała stację kolejową oraz stojące na peronach składy, powodując tylko niewielkie straty[16].
  - 18 stycznia – wycofujące się z miasta jednostki niemieckie wysadziły drewniany most drogowy i most kolejowy na rzece Dunajec.
- 1946 – za bohaterską postawę w czasie wojny i za wybitny udział ludności w konspiracji miasto zostało odznaczone przez KRN Orderem Krzyża Grunwaldu III klasy.
- 1951, 25 lipca – utworzono Nowosądeckie Zakłady Przemysłu Terenowego.
- 1957 – rozpoczęto budowę pierwszego osiedla mieszkaniowego "Łany" w czworoboku ulic Żółkiewskiego, Limanowskiego, Reja i Bieruta (dziś Grota–Roweckiego) składające się z  trójkondygnacyjnych bloków mieszkalnych[7].
- 1959 – oddano do użytku nowy most drogowy na rzece Dunajec.
- 1964, 1 września – w 25 rocznicę wybuchu II wojny światowej wmurowany został akt erekcyjny pod budowę szkoły Szkoły Podstawowej nr 7[17].
- 1965:
  - rozpoczynają funkcjonowanie Sądeckie Zakłady Elektro-Węglowe[7].
  - 15 grudnia – oddano do użytku budynek szkolny przy ul. Bieruta (obecnie Grota-Roweckiego) Szkoły Podstawowej nr 7[17].
- 1966, 16 stycznia – nastąpiło uroczyste otwarcie Szkoły Podstawowej nr 7. Otrzymała ona imię Obrońców Pokoju i została przekształcona z żeńskiej na koedukacyjną. Liczyła wówczas 14 oddziałów, w których uczyło się 452 uczniów[17].
- 1967 – otwarto hotel Orbis-Beskid[18].
- 1975 – założono Sądecki Park Etnograficzny.
- 1976, 1 stycznia – w ramach przekształceń Nowosądeckich Zakładów Przemysłu Terenowego utworzono Nowosądecką Fabrykę Urządzeń Górniczych NOWOMAG.
- 1977 – w granice miasta włączono Biegonice.
- 1979
  - rozpoczynają funkcjonowanie Sądeckie Zakłady Napraw Autobusów[19].
  - założenie lodziarni Koral. W 2004 firma stanie się liderem w produkcji lodów w Polsce.
- 1988 – Roman Kluska założył firmę Optimus, która w latach 90. stanie się czołowym producentem komputerów w Polsce. Obecna nazwa firmy to CD Projekt.
- 1989, 1 sierpnia rozpoczęła działalność firma Wiśniowski, znana z produkcji bram garażowych, ogrodzeń, okien i drzwi.

## Lata 1990–obecnie –III Rzeczpospolita
- 1991
  - działalność rozpoczęła pierwsza prywatna uczelnia wyższa, Sądecko-Podhalańska Szkoła Biznesu, obecnie Wyższa Szkoła Biznesu – National Louis University z siedzibą w Nowym Sączu.
  - założenie firmy Fakro, przyszłego znaczącego producenta okien dachowych, produktów do zabudowy poddasza oraz stolarki pionowej.
- 1998
  - 1 lipca rozpoczęła działalność pierwsza publiczna uczelnia wyższa, Państwowa Wyższa Szkoła Zawodowa (PWSZ), obecnie funkcjonująca jako Akademia Nauk Stosowanych[20].
  - wrzesień - otwarto pierwszą publiczną krytą pływalnie przy  ul. Nadbrzeżnej.
- 1999 – otwarcie pierwszego sklepu wielkopowierzchniowego: „Real” przy ulicy Gorzkowskiej[21].
- 2005 – Zakłady Naprawcze Taboru Kolejowego Nowy Sącz zmieniają nazwę na Newag.
- 2011 – 2 maja, inauguracja Miasteczka Galicyjskiego, rekonstrukcji małomiasteczkowej zabudowy z przełomu XIX i XX wieku.
- 2012 – rozbiórka pomnika Wdzięczności Armii Czerwonej przy Alei Wolności oraz ekshumacja poległych żołnierzy radzieckich[22].